# DB Baureihe 66
Baureihe 66 (bouwserie 66) is een serie van 2 tenderlocomotieven voor personentreinen die gebouwd in 1955. Het ontwerp van deze serie is volgens het conceptplan Neubaulokomotive voor bouw van een aantal nieuwe stoomlocseries voor de net opgerichte Deutsche Bundesbahn.

## Geschiedenis
Ze werden ontworpen en gebouwd om de verouderde locomotieven van de series 38.10 (Pruisische P8), 78 (Pruisische T18) te vervangen. Dat gold ook in mindere mate ook voor de goederentreinserie 93 (Pruisische T14). De P8 en de T16 hebben de serie 66 echter een aantal jaren overleefd.
Met hun maximumsnelheid van 100 km/h en een aslast van slechts 15 ton waren ze zeer goed in het trekken van lichte personentreinen en soms lichte goederentreinen. De locs hadden een geheel gelaste hoogrendementsketel met een mengvoorverwarmer, een gelast barframe en een comfortabel ingericht volledig gesloten machinistenhuis. Wat direct opvalt bij alle Neubaulocomotiven is de forse gecombineerde zand- en stoomdom boven op de ketel. De locomotieven werden in 1967 geschikt gemaakt voor trek-duwtreinen en kregen een installatie om de loc vanuit een stuurstandrijtuig te kunnen bedienen. Bij een duwende loc was de stoker dus alleen op de loc.
Hoewel deze locomotieven zeer goed werk leverden bleef het door de opkomst van de dieseltractie bij de 2 prototypen. Bovendien gaven veel machinisten voor voorkeur aan de wat gemakkelijker te bedienen locs van de oudere series.
Lok 66 001 is in 1967 na schade aan het drijfwerk afgevoerd, lok 66 002 is in 1968 afgevoerd en bevindt zich in het spoorwegmuseum te Bochum-Dahlhausen. Op 1 juli 2006 is men met de restauratie van de 66 002 is begonnen. Deze zou duren tot 2010.